# Ljung och Annelund
Ljung och Annelund – miejscowość (tätort) w Szwecji, w regionie administracyjnym (län) Västra Götaland, w gminie Herrljunga.
Według danych Szwedzkiego Urzędu Statystycznego liczba ludności wyniosła: 1226 (31 grudnia 2015), 1224 (31 grudnia 2018) i 1205 (31 grudnia 2019).